# Juan Manuel Zolezzi
Juan Manuel Zolezzi Cid (Valdivia, 9 de febrero de 1952) es un ingeniero chileno. Fue rector de la Universidad de Santiago de Chile (Usach) entre 2006 y 2022.

## Trayectoria profesional
Estudió ingeniería civil eléctrica en la sede de Valdivia de la Universidad Técnica del Estado (UTE), titulándose en 1975. Posteriormente obtuvo el grado de magíster en Ciencias de la Ingeniería Eléctrica en la Universidad de Chile (1985) y el de doctorado en la misma disciplina en la Pontificia Universidad Católica de Chile (2002).
Ha sido profesor del Área de Sistemas de Energía del Departamento de Ingeniería Eléctrica de la UTE, de la Usach; profesor auxiliar del programa de magíster en Ciencias de la Ingeniería en la Universidad de Chile y director del Departamento de Ingeniería Eléctrica de la misma Usach.
Sus actividades de investigación se han centrado en economía de potencia, aspectos económicos del mercado de la transmisión de energía eléctrica, planificación y regulación de mercados eléctricos, aspectos de calidad, confiabilidad, seguridad y suficiencia del mercado eléctrico.
Como experto energético ha hecho trabajos para la fijación del precio de nudo e investigaciones en la Comisión Nacional de Investigación Científica y Tecnológica.
Fue elegido rector de la Usach a mediados de 2006, tras una reñida contienda que en segunda vuelta lo puso por delante de quien entonces ocupaba el cargo, Ubaldo Zúñiga. Este aspiraba a un tercer periodo y cuatro años antes había derrotado, por amplio margen, al propio Zolezzi.
Su reelección hasta 2014 la consiguió en julio de 2010 tras superar holgadamente a los académicos Laura Almendares, Ricardo Santander, Patricio Montero y Carlos Flores. En el mismo mes de 2014 obtuvo un nuevo mandato de cuatro años tras triunfar con más de un 60% de los votos sobre Zúñiga, Santander, Víctor Parada y Rafael Labarca.
A fines de 2011 fue escogido vicepresidente ejecutivo del Consejo de Rectores de las Universidades Chilenas (Cruch), en reemplazo de Víctor Pérez.
Al frente de este ente le tocó coordinar a estas instituciones en el marco del movimiento estudiantil que buscaba generar un cambio estructural en la política de educación superior en Chile. Como tal, fue crítico del Gobierno del presidente Sebastián Piñera.

## Nota
1. ↑  La segunda vuelta se definió por apenas tres votos.